# Sportåret 1959

## Händelser

### Amerikansk fotboll
- Baltimore Colts besegrar New York Giants med 31 - 16  i  NFL-finalen.
- Buffalo Bills grundas av Ralph Wilson inför starten av American Football League 1960

### Bandy
- 22 februari - Skutskärs IF vinner svenska mästerskapsfinalen mot Västerås SK med 2-1 på Stockholms stadion.[1][2]

### Baseboll
- 8 oktober - National League-mästarna Los Angeles Dodgers vinner World Series med 4-2 i matcher över American League-mästarna Chicago White Sox.[3]

### Basket
- 31 januari - Brasilien blir herrvärldsmästare vid turneringen i Chile före USA och Chile.[4]
- 9 april - Minneapolis Lakers vinner NBA-finalserien mot Boston Celtics.[5]
- 16 maj - Island spelar sin första officiella herrlandskamp i basket, då man i Köpenhamn förlorar mot Danmark med 38-41.[6]
- 31 maj - Sovjet vinner herrarnas Europamästerskap i Istanbul före Tjeckoslovakien och Frankrike.[7]
- 18 oktober - Sovjet blir damvärldsmästare i Moskva före Bulgarien och Tjeckoslovakien.[8]

### Boxning
- Floyd Patterson försvarar sin titel i en match mot britten Brian London.
- 27 juni - Ingemar Johansson blir världsmästare efter seger mot Floyd Patterson i  New York.

### Cykel
- Charly Gaul, Luxemburg vinner Giro d'Italia för andra gången
- Federico Bahamontes, Spanien vinner Tour de France
- Antonio Suarez, Spanien vinner Vuelta a España

### Curling
- Kanada vinner den första VM-turneringen för herrar i Falkirk och Edinburgh i Skottland.

### Fotboll
- 4 april – Argentina vinner sydamerikanska mästerskapet i Buenos Aires före Brasilien och Paraguay.[9]
- 2 maj - Nottingham Forest FC vinner FA-cupfinalen mot Luton Town FC med 2-1 på Wembley Stadium.[10]
- 3 juni
  - Real Madrid vinner Europacupen för mästarlag genom att vinna finalen mot Stade de Reims med 3–0 på Neckarstadion i Stuttgart.[11]
  - Publirekord för Allsvenskan noteras då 52 194 personer ser matchen IFK Göteborg-Örgryte IS (0-3) på Nya Ullevi i Göteborg.[12]
- 29 maj - Egypten försvarar i Egypten sin titel i afrikanska mästerskapet, genom att vinna turneringen före Sudan och Etiopien.[13]
- 25 december – Uruguay vinner sydamerikanska mästerskapet i Guayaquil före Argentina och Brasilien.[14]
- Okänt datum – Organiserat seriespel för damer sparkar igång i Danmark.[15]
- Okänt datum – Alfredo Di Stéfano får utmärkelsen Le ballon d'or.

#### Ligasegrare / resp. lands mästare
- Belgien - RSC Anderlecht
- England - Wolverhampton Wanderers FC
- Frankrike - OGC Nice
- Italien - AC Milan
- Nederländerna - Sparta Rotterdam
- Skottland - Rangers
- Spanien - FC Barcelona
- Sverige - Djurgårdens IF
- Västtyskland - SG Eintracht Frankfurt

### Friidrott
- 21 augusti - Dan Waern, Sverige förbättrar världsrekordet i löpning 1 000 meter till 2 min, 17,8 sek i Karlstad.
- 31 december - Osvaldo Suárez, Argentina vinner Sylvesterloppet i São Paulo.[16]
- Eino Oksanen, Finland vinner Boston Marathon.[17]

### Golf

#### Herrar
- The Masters vinns av Art Wall, USA
- US Open vinns av Billy Casper, USA
- British Open vinns av Gary Player, Sydafrika
- PGA Championship vinns av Bob Rosburg, USA
- Mest vunna vinstpengar på PGA-touren: Art Wall, USA med $53 168
- Ryder Cup: USA besegrar Storbritannien med 8½ - 3½

#### Damer
- US Womens Open - Mickey Wright, USA
- LPGA Championship - Betsy Rawls, USA
- Mest vunna vinstpengar på LPGA-touren: Betsy Rawls, USA med $26 774

### Gymnastik
- Vid världsmästerskapen i Moskva, Sovjetunionen segrar i den sammanlagda tävlingen Boris Sjaklin, Sovjetunionen bland herrarna och Larissa Latynina, Sovjetunionen bland damerna.

### Ishockey
- 10 februari - Svenska mästare blir Djurgårdens IF genom serieseger före Leksands IF och Grums IK.[18]
- 15 mars - Kanada blir i Tjeckoslovakien världsmästare.[19]
- 18 april - Stanley Cup vinns av Montreal Canadians, som besegrar Toronto Maple Leafs med 4 matcher mot 1 i slutspelet.[20]

### Konståkning
- VM
  - Herrar - David Jenkins, USA
  - Damer - Carol Heiss, USA
  - Paråkning - Barbara Wagner och Robert Paul, Kanada.

### Motorsport

#### Formel 1
- 31 maj - Joakim Bonnier vinner Nederländernas Grand Prix på Zandvoort-banan och blir därmed den förste svensk att vinna en tävling i Formel 1.
- 12 december - Världsmästare blir Jack Brabham, Australien.

#### Motocross
- Sten Lundin, Sverige blir världsmästare i 500cc-klassen på en Monark.
- Rolf Tibblin, Sverige blir världsmästare i 250cc-klassen på en Husqvarna.

#### Sportvagnsracing
- Den brittiska biltillverkaren Aston Martin vinner sportvagns-VM när Carroll Shelby och Roy Salvadori vinner med en Aston Martin DBR1.

### Simning

#### Herrar
- SM
  - Medley 4x100 m vinns av Malmö SS vilket bestod av Lars Eriksson, Junot Delcomyn, Jan Olof Larsson och Björn Billquist.

### Skidor, alpint

#### Herrar
- SM
  - Slalom vinns av Bengt Blanck, IFK Kiruna. Lagtävlingen vinns av Östersund-Frösö SLK.
  - Storslalom vinns av John Kallström, Åre SLK. Lagtävlingen vinns av Malmbergets AIF.
  - Störtlopp vinns av John Kallström, Åre SLK. Lagtävlingen vinns av Tärna IK Fjällvinden.

#### Damer
- SM
  - Slalom vinns av Anita Olsson, Östersund-Frösö SLK. Lagtävlingen vinns av Sollefteå GIF
  - Storslalom vinns av Anita Olsson, Östersund-Frösö SLK. Lagtävlingen vinns av Östersund-Frösö SLK.
  - Störtlopp vinns av Kathinka Frisk, Djurgårdens IF.

### Skidor, längdåkning

#### Herrar
- 1 mars - Sune Larsson, Oxbergs IF vinner Vasaloppet.[21]

- SM
  - 15 km vinns av Sixten Jernberg, Lima IF. Lagtävlingen vinns av Lima IF.
  - 30 km vinns av Assar Rönnlund, IFK Umeå. Lagtävlingen vinns av Lima IF.
  - 50 km vinns av Rolf Rämgård, Älvdalens IF. Lagtävlingen vinns av Lima IF.
  - Stafett 3 x 10 km vinns av Lima IF med laget John Erik Eggens, Sixten Jernberg och Gunnar Samuelsson.

#### Damer
- SM
  - 5 km vinns av Sonja Edström, Luleå SK. Lagtävlingen vinns av Selångers SK.
  - 10 km vinns av Sonja Edström, Luleå SK. Lagtävlingen vinns av Selångers SK.
  - Stafett 3 x 5 km vinns av Vårby IK med laget Ulla Pettersson,  Laila Hägglund och Märta Norberg.

### Skidskytte

#### VM
- Herrar 20 km
  - 1 Vladimir Melanin, Sovjetunionen
  - 2 Dimitrij Sokolov, Sovjetunionen
  - 3 Sven Agge, Sverige
- Stafett 3 x 7,5 km (Inofficiell)
  - 1 Sovjetunionen (Vladimir Melanin, Dimitrij Sokolov & Valentin Psjenitsyn)
  - 2 Sverige (Sven Agge, Adolf Wiklund & Sture Ohlin)
  - 3 Norge (Knut Wold, Henry Hermansen & Ivar Skøgsrud)

### Sportdykning
- 9-11 januari - Sportdykarförbundet Confédération mondiale des activités subaquatiques[22] /CMAS grundas, Monaco

### Tennis

#### Herrar
- Tennisens Grand Slam:
  - Australiska öppna - Alex Olmedo, USA (eg Peru)
  - Franska öppna - Nicola Pietrangeli, Italien
  - Wimbledon – Alex Olmedo, USA
  - US Open – Neale Fraser, Australien
- 31 augusti - Australien vinner Davis Cup genom att finalbesegra USA med 3-2 i Forest Hills.[23]

#### Damer
- Tennisens Grand Slam:
  - Australiska öppna – Mary Carter Reitano, Australien
  - Franska öppna – Christine Truman Janes,  Storbritannien
  - Wimbledon - Maria Bueno, Brasilien
  - US Open - Maria Bueno, Brasilien

## Evenemang
- VM i skidskytte arrangeras i Courmayeur, Italien.
- VM i konståkning arrangeras i Colorado Springs, USA

## Födda
- 5 februari - John McEnroe, amerikansk tennisspelare.
- 21 april - Juha Kankkunen, finländsk rallyförare.
- 21 maj - Kent Edlund, svensk bandyspelare.
- 24 maj - Pelle Lindberg, svensk ishockeyspelare.
- 14 juni - Håkan Södergren, svensk ishockeyspelare och sportkommentator i TV.
- 7 juli - Alessandro Nannini, italiensk racerförare.
- 13 augusti - Thomas Ravelli, svensk fotbollsspelare.
- 14 augusti - Magic Johnson, amerikansk basketlegend.
- 27 augusti - Gerhard Berger, österrikisk racerförare.
- 2 oktober - Luis Fernandez, fransk fotbollsspelare och -tränare.
- 3 oktober - Fred Couples, amerikansk golfspelare.
- 6 oktober - Peter Eriksson, svensk ryttare.
- 15 oktober - Ove Sellberg, svensk golfspelare.
- 29 oktober - Mike Gartner, kanadensisk ishockeyspelare.
- 30 oktober - Glenn Hysén, svensk fotbollsspelare.
- 31 oktober - Mats Näslund, svensk ishockeyspelare.
- 2 november – Said Aouita, marockansk friidrottare.
- 16 november - Corey Pavin, amerikansk golfspelare.
- 21 december – Florence Griffith-Joyner, amerikansk friidrottare.
- 28 december – Tomas Gustafsson, svensk skridskolöpare.

## Avlidna
- 22 januari – Mike Hawthorne, brittisk racerförare.
- 22 november - Molla Mallory, norsk tennisspelare.
- 28 september – Rudolf Caracciola, tysk racerförare
- 21 november – Max Baer, amerikansk boxare, tungviktvärldsmästare

### Fotnoter
1. ↑  Erik Jonsson (22 februari 1959). ”1950–1959”. Svenska Bandyförbundet. Arkiverad från originalet den 17 mars 2020. https://web.archive.org/web/20200317215225/https://www.svenskbandy.se/BANDYFINALEN/HISTORIK/Svenskamastare/Herrar/1950-1959. Läst 18 mars 2020.
2. ↑  ”Västerås Sportklubbs SM-finaler i bandy”. VSK Forum. http://www.vskforum.com/vsk.nu/SM-finallag.html. Läst 21 juli 2011.
3. ↑  ”1959 World Series” (på engelska). Baseball-Reference.com. http://www.baseball-reference.com/postseason/1959_WS.shtml. Läst 14 juli 2015.
4. ↑  ”Sport Statistics”. Arkiverad från originalet den 12 juli 2008. https://web.archive.org/web/20080712055644/http://todor66.com/basketball/World/Men_1959.html. Läst 24 augusti 2011.
5. ↑  ”Basketball Reference”. http://www.basketball-reference.com/leagues/NBA_1959_games.html. Läst 25 augusti 2011.
6. ↑  ”Körfuknattleikssamband Íslands”. Arkiverad från originalet den 29 januari 2010. https://web.archive.org/web/20100129100547/http://kki.is/landslid.asp?adgerd=urslit&lid=alidkarla. Läst 20 augusti 2011.
7. ↑  ”Sport Statistics”. Arkiverad från originalet den 19 september 2015. https://web.archive.org/web/20150919091934/http://todor66.com/basketball/Europe/Men_1959.html. Läst 24 augusti 2011.
8. ↑  ”Sport Statistics”. Arkiverad från originalet den 20 september 2015. https://web.archive.org/web/20150920054509/http://todor66.com/basketball/World/Women_1959.html. Läst 24 augusti 2011.
9. ↑  ”South American Championship 1959 (1st Tournament)” (på engelska). RSSSF. http://www.rsssf.com/tables/59-1safull.html. Läst 16 augusti 2011.
10. ↑  ”England FA Challenge Cup 1958-1959” (på engelska). RSSSF. http://www.rsssf.com/tablese/engcup1959.html. Läst 19 augusti 2012.
11. ↑  ”European Competitions 1958-59”. http://www.rsssf.com/ec/ec195859.html. Läst 16 augusti 2011.
12. ↑  Martin Alsiö (27 juli 2002). ”Publikrekorden”. SFS. Arkiverad från originalet den 24 augusti 2013. https://www.webcitation.org/6J6u5qHsQ?url=http://www.bolletinen.se/sfs/allsvenskan/publikrek.pdf. Läst 22 mars 2020.
13. ↑  ”African Nations Cup 1959” (på engelska). RSSSF. http://www.rsssf.com/tables/59a.html. Läst 16 augusti 2011.
14. ↑  ”South American Championship 1959 (2nd Tournament)” (på engelska). RSSSF. http://www.rsssf.com/tables/59-2safull.html. Läst 16 augusti 2011.
15. ↑  Johan Rydén (5 oktober 2008). ”Minnena lever kvar i Öxabäck tio år efter nedflyttningen” (på svenska). Borås tidning. https://www.bt.se/sport/minnena-lever-kvar-i-oxaback-tio-ar-efter-nedflyttningen/. Läst 11 september 2011.
16. ↑  ”1950” (på portugisiska). Sylvesterloppet. Arkiverad från originalet den 1 mars 2014. https://web.archive.org/web/20140301035933/http://www.saosilvestre.com.br/1950. Läst 19 augusti 2012.
17. ↑  ”Boston Marathon”. Arkiverad från originalet den 27 april 2015. https://web.archive.org/web/20150427035419/http://www.baa.org/races/boston-marathon/boston-marathon-history/past-champions/past-mens-open-champions.aspx. Läst 9 april 2011.
18. ↑  ”Championnat de Suède 1958/59” (på franska). Hockey Archives. 10 februari 1959. https://www.hockeyarchives.info/Suede1959.htm. Läst 15 augusti 2011.
19. ↑  ”Championnats du monde 1959” (på franska). Hockey Archives. 15 mars 1959. https://www.hockeyarchives.info/mondial1959.htm. Läst 15 augusti 2011.
20. ↑  ”NHL 1958/59” (på franska). Hockey Archives. https://www.hockeyarchives.info/NHL1959.htm. Läst 23 mars 2020.
21. ↑  ”Historiska segrare”. Vasaloppet. Arkiverad från originalet den 22 mars 2020. https://web.archive.org/web/20200322121012/https://www.vasaloppet.se/wp-content/uploads/sites/1/2019/09/historiska_segrare_vasaloppet_sve_2019-09-18.pdf. Läst 5 september 2011.
22. ↑   History of CMAS, The World Underwater Federation /archives.cmas.org (läst 1 juli 2025)
23. ↑  ”Davis Cup”. http://www.daviscup.com/en/results/tie/details.aspx?tieId=10000742. Läst 20 augusti 2011.